# Cabot-Caboche
Cabot-Caboche est un roman pour la jeunesse de Daniel Pennac, paru en 1982.

## Quatrième de couverture
Courageux, Le Chien ! Pas joli, joli, mais un sacré cabot ! Comme il se bagarre pour vivre ! Ce qu’il cherche ? Une maitresse. Une vraie, qui l’aime pour de bon. Pomme lui plaît beaucoup, au Chien. Un grand rire, des cheveux comme un soleil... Hélas, elle est tellement capricieuse ! Une vraie Caboche, cette Pomme. Comment le chien va-t-il l’apprivoiser ?

## Ni dresseur, ni dressé
Comme un prolongement du roman, l'auteur propose une réflexion sur le fait de posséder un chien et ce qui en découle. Il s'agit d'un véritable témoignage, il y raconte notamment l'amitié existant entre ces animaux et lui. Et même s'il n'est pas un « spécialiste des chiens », il formule néanmoins cette recommandation, qui sert de conclusion : « Quand on choisit de vivre avec un chien, c'est pour la vie. On ne l'abandonne pas. Jamais. Mettez-vous bien ça dans le cœur avant d'en adopter un. »    